# Calyptranthes fusiformis
Calyptranthes fusiformis är en myrtenväxtart som beskrevs av Maria Lucia Kawasaki. Calyptranthes fusiformis ingår i släktet Calyptranthes och familjen myrtenväxter. Inga underarter finns listade i Catalogue of Life.